# Faverolles (Haute-Marne)
Faverolles é uma comuna francesa na região administrativa de Grande Leste, no departamento de Haute-Marne. Estende-se por uma área de 17,28 km². Em 2010 a comuna tinha 102 habitantes (densidade: 5,9 hab./km²).